# دنفر يندلي
دنفر يندلي (بالإنجليزية: Denver Lindley)‏ هو مترجم أمريكي، ولد في 1904، وتوفي في 1982.